# 89. pehotni polk (Avstro-Ogrska)
Za druge 89. polke glejte 89. polk.
89. pehotni polk (izvirno nemško Infanterie-Regiment Nr. 89; dobesedno slovensko: Pehotni polk št. 89) je bil pehotni polk k.u.k. Heera.

## Poimenovanje
- Galizisches Infanterie Regiment »von Albori« Nr. 89
- Infanterie Regiment Nr. 89 (1915 - 1918)

## Zgodovina
Polk je bil ustanovljen leta 1883. 

### Prva svetovna vojna
Polkovna narodnostna sestava leta 1914 je bila sledeča: 60% Rutencev, 29% Poljakov in 11% drugih. Naborni okraj polka je bil v Grodek-Jagiellonskemu, pri čemer so bile polkovne enote garnizirane sledeče: Jaroslau (štab, I. in III. bataljon), Rava Ruska (II. bataljon) in Grodek-Jagiellonski (IV. bataljon).
Med prvo svetovno vojno se je polk bojeval tudi na soški fronti.
V sklopu t. i. Conradovih reform leta 1918 (od junija naprej) je bilo znižano število polkovnih bataljonov na 3.

## Organizacija
1918 (po reformi)
- 1. bataljon
- 2. bataljon
- 3. bataljon

## Poveljniki polka
- 1908: Friedrich Wodniansky von Wildenfeld[6]
- 1914: Leopold Kann[1]